# Trindade (Pernambouc)
Pour les articles homonymes, voir Trindade.
Trindade est une municipalité brésilienne située dans l'État du Pernambouc.